# Майк Біббі
Майкл Біббі (англ. Michael Bibby, нар. 13 травня 1978, Черрі-Гілл, Нью-Джерсі, США) — американський професійний баскетболіст, що грав на позиції розігруючого захисника за низку команд НБА. Гравець національної збірної США. Син Генрі Біббі.

## Ігрова кар'єра

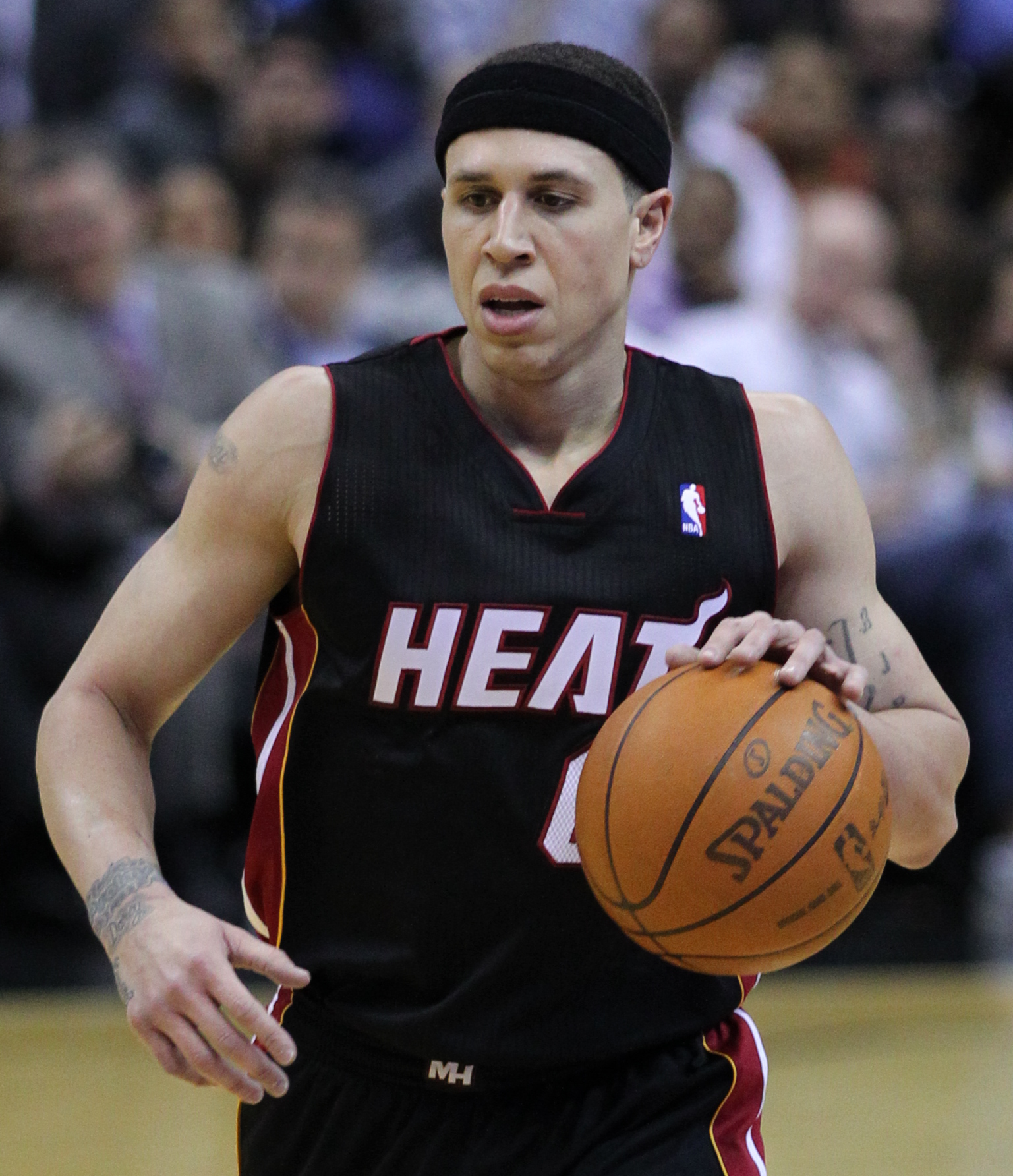
Біббі у складі «Маямі»

На університетському рівні грав за команду Арізона Вайлдкетс (1996–1998). 1997 року став чемпіоном NCAA, а через рік був визнаний найкращим баскетболістом конференції.
1998 року був обраний у першому раунді драфту НБА під загальним 2-м номером командою «Ванкувер Гріззліс». Професіональну кар'єру розпочав 1998 року виступами за тих же «Ванкувер Гріззліс». Захищав кольори команди із Ванкувера, а згодом з Мемфіса протягом 3 сезонів. Після дебютного сезону в лізі потрапив до першої збірної новачків НБА. 
2001 року разом з Брентом Прайсом був обміняний до «Сакраменто Кінґс» на Джейсона Вільямса та Ніка Андерсона, захищав кольори команди із Сакраменто протягом наступних 7 сезонів. В «Сакраменто» сформував атакувальне дуо з Крісом Веббером, яке допомогло команді сходу виграти регулярний чемпіонат НБА. У плей-оф команда легко здолала «Юту» та «Даллас» в перших двох раундах, але не змогла обіграти «Лос-Анджелес Лейкерс» у фіналі Західної конференції.
Наступний сезон Біббі супроводжували травми. Команда вдруге поспіль пробилася до плей-оф, де також в перших двох раундах зустрілася з «Ютою» і «Далласом». У другому матчі проти «Далласа» травмувався Веббер та вибув до кінця сезону. Зрештою, до фіналу конференції пройшла команда з Техасу.
У сезоні 2003—2004 Біббі демонстрував одну з найкращих статистик в кар'єрі, набравши 1506 очок протягом сезону (18,4 за матч) та допоміг команді пробитися в плей-оф. Там «Кінгс» пройшли в першому раунді «Даллас», проте поступилися «Міннесоті» в другому.
З 2008 по 2011 рік грав у складі «Атланта Гокс», куди був обміняний на Шелдена Вільямса, Ентоні Джонсона, Тайрона Лю, Лорензена Райта та драфт-пік другого раунду. В перший же сезон допоміг команді пробитися до плей-оф вперше за вісім років.
23 лютого 2011 року перейшов до складу «Вашингтон Візардс».
Наступною командою в кар'єрі гравця була «Маямі Гіт», до якої приєднався 2 березня 2011 року.
Останньою ж командою в кар'єрі гравця стала «Нью-Йорк Нікс», до складу якої він приєднався 2011 року і за яку відіграв один сезон.

## Особисте життя
Після закінчення професійної кар'єри працював тренером кількох шкільних команд.
Батько Майка Генрі Біббі — також професійний баскетболіст, а мати — уродженка Тринідад і Тобаго. Двоюрідний брат Біббі, Роббі Фіндлі — професійний футболіст.
Одружений, разом з дружиною Дарсі виховує чотирьох дітей.

## Статистика виступів

### Регулярний сезон
| Сезон             | Команда             | GP    | GS  | MPG  | FG%  | 3P%  | FT%  | RPG | APG | SPG | BPG | PPG  |
| ----------------- | ------------------- | ----- | --- | ---- | ---- | ---- | ---- | --- | --- | --- | --- | ---- |
| 1998–99           | «Ванкувер Гріззліс» | 50    | 50  | 35.2 | .430 | .203 | .751 | 2.7 | 6.5 | 1.6 | .1  | 13.2 |
| 1999–00           | «Ванкувер Гріззліс» | 82    | 82  | 38.5 | .445 | .363 | .780 | 3.7 | 8.1 | 1.6 | .2  | 14.5 |
| 2000–01           | «Ванкувер Гріззліс» | 82    | 82  | 38.9 | .454 | .379 | .761 | 3.7 | 8.4 | 1.3 | .1  | 15.9 |
| 2001–02           | «Сакраменто Кінґс»  | 80    | 80  | 33.2 | .453 | .370 | .803 | 2.8 | 5.0 | 1.1 | .2  | 13.7 |
| 2002–03           | «Сакраменто Кінґс»  | 55    | 55  | 33.4 | .470 | .409 | .861 | 2.7 | 5.2 | 1.3 | .1  | 15.9 |
| 2003–04           | «Сакраменто Кінґс»  | 82    | 82  | 36.3 | .450 | .392 | .815 | 3.4 | 5.4 | 1.4 | .2  | 18.4 |
| 2004–05           | «Сакраменто Кінґс»  | 80    | 80  | 38.6 | .443 | .360 | .775 | 4.2 | 6.8 | 1.6 | .4  | 19.6 |
| 2005–06           | «Сакраменто Кінґс»  | 82    | 82  | 38.6 | .432 | .386 | .849 | 2.9 | 5.4 | 1.0 | .1  | 21.1 |
| 2006–07           | «Сакраменто Кінґс»  | 82    | 82  | 34.0 | .404 | .360 | .830 | 3.2 | 4.7 | 1.1 | .1  | 17.1 |
| 2007–08           | «Сакраменто Кінґс»  | 15    | 12  | 31.5 | .406 | .393 | .742 | 3.7 | 5.0 | 1.3 | .1  | 13.5 |
| 2007–08           | «Атланта Гокс»      | 33    | 32  | 33.3 | .414 | .369 | .797 | 3.2 | 6.5 | 1.1 | .1  | 14.1 |
| 2008–09           | «Атланта Гокс»      | 79    | 79  | 34.7 | .435 | .390 | .789 | 3.5 | 5.0 | 1.2 | .1  | 14.9 |
| 2009–10           | «Атланта Гокс»      | 80    | 80  | 27.4 | .416 | .389 | .861 | 2.3 | 3.9 | .8  | .0  | 9.1  |
| 2010–11           | «Атланта Гокс»      | 56    | 56  | 29.9 | .435 | .441 | .630 | 2.6 | 3.6 | .7  | .1  | 9.4  |
| 2010–11           | «Вашингтон Візардс» | 2     | 0   | 14.5 | .111 | .000 | .000 | 1.5 | 4.0 | .5  | .0  | 1.0  |
| 2010–11           | «Маямі Гіт»         | 22    | 12  | 26.5 | .437 | .455 | .625 | 2.2 | 2.5 | .5  | .1  | 7.3  |
| 2011–12           | «Нью-Йорк Нікс»     | 39    | 4   | 14.3 | .282 | .318 | .750 | 1.5 | 2.1 | .5  | .1  | 2.6  |
| Усього за кар'єру | Усього за кар'єру   | 1,001 | 950 | 33.9 | .436 | .379 | .802 | 3.1 | 5.5 | 1.2 | .1  | 14.7 |

### Плей-оф
| Сезон             | Команда            | GP  | GS  | MPG  | FG%  | 3P%  | FT%  | RPG | APG | SPG | BPG | PPG  |
| ----------------- | ------------------ | --- | --- | ---- | ---- | ---- | ---- | --- | --- | --- | --- | ---- |
| 2002              | «Сакраменто Кінґс» | 16  | 16  | 41.3 | .444 | .424 | .826 | 3.8 | 5.0 | 1.4 | .2  | 20.3 |
| 2003              | «Сакраменто Кінґс» | 12  | 12  | 33.7 | .422 | .282 | .794 | 2.6 | 5.0 | 1.2 | .4  | 12.7 |
| 2004              | «Сакраменто Кінґс» | 12  | 12  | 41.4 | .429 | .436 | .873 | 4.2 | 7.0 | 1.9 | .4  | 20.0 |
| 2005              | «Сакраменто Кінґс» | 5   | 5   | 40.0 | .391 | .217 | .778 | 4.4 | 6.6 | 1.4 | .4  | 19.6 |
| 2006              | «Сакраменто Кінґс» | 6   | 6   | 42.5 | .348 | .346 | .900 | 3.8 | 5.2 | 1.5 | .0  | 16.7 |
| 2008              | «Атланта Гокс»     | 7   | 7   | 36.0 | .338 | .292 | .656 | 3.1 | 3.1 | .6  | .3  | 10.3 |
| 2009              | «Атланта Гокс»     | 11  | 11  | 35.5 | .462 | .542 | .955 | 3.4 | 4.2 | .9  | .2  | 13.2 |
| 2010              | «Атланта Гокс»     | 11  | 11  | 26.5 | .450 | .412 | .700 | 2.5 | 2.5 | .8  | .0  | 8.5  |
| 2011              | «Маямі Гіт»        | 20  | 20  | 20.8 | .281 | .258 | .500 | 1.8 | 1.1 | .6  | .3  | 3.6  |
| 2012              | «Нью-Йорк Нікс»    | 5   | 1   | 23.6 | .391 | .412 | .667 | 4.2 | 2.6 | .2  | .0  | 5.4  |
| Усього за кар'єру | Усього за кар'єру  | 105 | 101 | 33.2 | .408 | .371 | .815 | 3.1 | 4.0 | 1.1 | .2  | 12.6 |